# Connor McGovern (football américain, 1993)
(en) Statistiques sur pro-football-reference
Connor McGovern, né le 27 avril 1993 à Fargo en Dakota du Nord, est un joueur américain de football américain qui évolue au poste de centre. Il joue avec la franchise des Jets de New York dans la National Football League (NFL). Il a également joué avec les Broncos de Denver de 2016 à 2019.

## Biographie

### Carrière universitaire
Étudiant à l'université du Missouri, il a joué avec les Tigers de 2012 à 2015.

### Carrière professionnelle

#### Broncos de Denver
Il est sélectionné au cinquième tour, 144e rang au total, par les Broncos de Denver lors de la draft 2016 de la NFL.
Après n'avoir joué aucun match en 2016, McGovern joue 15 matchs la saison suivante et entame les 5 derniers matchs de la saison régulière comme titulaire au poste de guard droit pour remplacer Ronald Leary, blessé.
Il commence la saison 2018 comme guard droit titulaire, mais est déplacé au poste de centre dès la 11e semaine après une blessure de Matt Paradis.

#### Jets de New York
Le 2 avril 2020, McGovern signe un contrat de 3 ans pour un montant de 27 millions de dollars avec les Jets de New York pour être leur centre titulaire.